# Igla (film)
Igla (Игла) è un film del 1988 diretto da Rašid Nugmanov.

## Trama
Il film racconta di un ragazzo di nome Moro, che torna ad Alma-Ata, ma non vuole che i suoi genitori sappiano del suo arrivo e vuole incontrare la sua ragazza per stare con lei. Ma è cambiata ed è diventata una tossicodipendente. Moro vuole salvarla.